# Root
Root (от англ. чете се „руут“) или още superuser (суперпотребител) е специален акаунт в UNIX-подобните системи с идентификатор 0 (UID 0). Собственикът на този акаунт разполага с най-високи привилегии и има право да извършва всички операции на компютърната система.
Root достъпът е създаден с цел улесняване на администрацията при многопотребителските операционни системи. Теоретично всеки един потребител може да стане root, стига да знае паролата на този акаунт. Основната цел, с която е създаден, е сигурността на компютърната система. По този начин достъпът до важни системни процеси или файлове се ограничава за нормалния потребител и само администраторите имат пълни привилегии.
Поради големите права, които предоставя, root акаунтът често бива обект на атаки от злонамерени потребители. Осигуряването на защита е комплексна задача, но основно тя включва използване на дълга парола с различни символи, постоянен ъпдейт на системата, използването на инструменти като chkrootkit или rkhunter, които търсят инсталиран руткит, използването на акаунта само при нужда и споделянето на паролата само с доверени потребители.

## Смартфони
С такъв акаунт разполагат не само настолните компютри, а и смартфоните. Например операционната система Android, която е основана на ядрото Linux, по подразбиране е със забранен root достъп. Файловата система, с която боравят обикновените потребители, съдържа само снимките, видеоклиповете, музиката и т.н. Кореновата файлова система обаче, която по подразбиране е недостъпна, съдържа всички останали системни файлове, необходими за функционирането на смартфона. Освен това там се съхранява и голяма част от данните за приложенията.
По-напредналите потребители, както и по-любопитните, могат да разрешат root достъп чрез така нареченото руутване. Необходимо е обаче този, който извършва това, да е наясно с рисковете – руутнат смартфон е с много по-ниска сигурност, може да възникнат системни грешки, ако потребителят не е напълно запознат с устройството на тези системи, а и трябва да се има предвид, че ако телефонът е в гаранция, в някои сервизи могат да откажат безплатна поправка, тъй като се смята, че потребителят може да го е „счупил“. Все пак руутването има и предимства – по този начин се позволява на потребителя да променя устройството по всякакъв начин, да го персонализира, да деинсталира системни приложения, да променя фърмуера и т.н.
За операционната система iOS осъществяването на root достъп се нарича jailbreaking. Посредством множество операции, които потребителят извършва, може да се придобият администраторски права, позволяващи да се премахнат ограниченията, които производителят Apple е поставил – например да не могат да се инсталират приложения от друго място освен от App Store.

## GNU/Linux
Операционните системи, които са базирани на GNU/Linux, за разлика от смартфоните и таблетите, имат root акаунт, който не е с категорично забранен достъп. На потребителите много често им се налага да го ползват, например при инсталиране на софтуер, при промяна на системни настройки и други. Именно това е една от причините, поради които компютърни вируси за GNU/Linux и macOS не са чак толкова разпространени – защото те по-трудно могат да получат root достъп отколкото при Windows.